# Barbacena (Elvas)
Barbacena é uma povoação portuguesa do Município de Elvas que foi sede da extinta Freguesia de Barbacena, freguesia que tinha de área 31,11 km² e contava com 663 habitantes em 2011.
A Freguesia de Barbacena foi extinta em 2013 no âmbito de uma reforma administrativa nacional. Agregada à Freguesia de Vila Fernando, formaram uma nova freguesia denominada União das Freguesias de Barbacena e Vila Fernando da qual Barbacena é a sede.
Barbacena foi vila e sede de concelho entre 1273 e 1837. Este era constituído apenas pela freguesia da sede e tinha 832 habitantes em 1801.
Barbacena localiza-se a 15 km de Elvas, 7 km de São Vicente e Ventosa, 5 km de Vila Fernando, 20 km de Monforte, 9 km de Santa Eulália, 22 km da Espanha e 220 km de Lisboa.
Legou o seu nome a um município brasileiro do Estado de Minas Gerais.

## População
| População da freguesia de Barbacena | População da freguesia de Barbacena | População da freguesia de Barbacena | População da freguesia de Barbacena | População da freguesia de Barbacena | População da freguesia de Barbacena | População da freguesia de Barbacena | População da freguesia de Barbacena | População da freguesia de Barbacena | População da freguesia de Barbacena | População da freguesia de Barbacena | População da freguesia de Barbacena | População da freguesia de Barbacena | População da freguesia de Barbacena | População da freguesia de Barbacena |
| ----------------------------------- | ----------------------------------- | ----------------------------------- | ----------------------------------- | ----------------------------------- | ----------------------------------- | ----------------------------------- | ----------------------------------- | ----------------------------------- | ----------------------------------- | ----------------------------------- | ----------------------------------- | ----------------------------------- | ----------------------------------- | ----------------------------------- |
| 1864                                | 1878                                | 1890                                | 1900                                | 1911                                | 1920                                | 1930                                | 1940                                | 1950                                | 1960                                | 1970                                | 1981                                | 1991                                | 2001                                | 2011                                |
| 988                                 | 1 170                               | 1 823                               | 2 228                               | 2 702                               | 1 671                               | 1 944                               | 2 018                               | 1 977                               | 1 892                               | 1 409                               | 1 094                               | 901                                 | 777                                 | 663                                 |

Nos censos de 1890 a 1911 tinha anexada a freguesia de Vila Fernando. Pela Lei nº 1.027, de 23/08/1920, esta freguesia foi desanexada. Fonte: INE

## Património
- Anta de D. Miguel I
- Anta do Olival de Monte Velho
- Anta da Coutada de Barbacena
- Anta da Torna do Paço Pereira
- Anta do Alto de Miraflores
- Anta do Porto de Cima de D. Miguel
- Anta da Cabeça Gorda
- Anta do Torrão
- Castelo de Barbacena
- Castelo de Fontalva
- Pelourinho de Barbacena
- Igreja de Nossa Senhora da Nazaré
- Igreja Matriz de Barbacena
- Igreja de Nossa Senhora do Paço
- Fonte da Nazaré
- Chafariz
- Fonte das Bicas
- Sítio arqueológico do Cabeço do Torrão ou Cabeço do Torrão

## Equipamentos e Serviços
- Salão de Festas da Junta de Freguesia de Barbacena
- Pavilhão Multiusos de Barbacena
- Parque Infantil de Barbacena
- Polidesportivo Municipal Coberto de Barbacena
- Praça de Touros de Barbacena
- Extensão de Saúde de Barbacena
- Posto de Correios de Barbacena
- Escola do 1º Ciclo de Barbacena
- Centro Nossa Senhora do Paço
- Centro Cultural de Barbacena

## Festas
- Festas de Verão em Honra de Nossa Senhora do Paço
- Romaria de Nossa Senhora da Lapa
- Festa de São Sebastião
- Baile da Pinha
- 500 Anos de Foral Manuelino

## Comércio
- Snack-Bar O Telha
- Snack-Bar Elvisbar
- Café Hernandez
- Mini-mercado Cilita
- Pastelaria Nossa Senhora do Paço
- Posto de Medicamentos da Farmácia Costa

## Títulos nobiliárquicos associados
- Senhor de Barbacena, Visconde de Barbacena e Conde de Barbacena